# Adolf Reinach
Adolf Bernhard Philipp Reinach, född 23 december 1883 i Mainz, Tyskland, död 16 november 1917 i  Diksmuide, Belgien, var en tysk filosof, främst känd som rättsfilosof. 
Hans främsta gärning har varit hans rättsfilosofiska verk, Die apriorischen Grundlagen des bürgerlichen Rechtes (1913), i den realistiska fenomenologin.